# منتخب فنزويلا تحت 20 سنة لكرة القدم
منتخب فنزويلا تحت 20 سنة لكرة القدم (بالإسبانية: Selección de fútbol sub-20 de Venezuela)‏ هو ممثل فنزويلا الرسمي في المنافسات الدولية في كرة القدم في فئة كرة قدم تحت 20 سنة للرجال.